# Somatogyrus wheeleri
The channeled pebblesnail, danh pháp khoa học †Somatogyrus wheeleri, là một loài very small freshwater và ốc nước lợ, động vật thân mềm chân bụng có mài sống trong môi trường nước ngọt trong họ Hydrobiidae.
Đây là loài đặc hữu của Hoa Kỳ. Môi trường sống tự nhiên của chúng là sông.